# ستيفن براينت
ستيفن براينت (بالإنجليزية: Steven Bryant)‏ هو موزع وملحن أمريكي، ولد في 28 مايو 1972 في ليتل روك في الولايات المتحدة.

## وصلات خارجية
- ستيفن براينت على موقع ميوزك برينز (الإنجليزية)
- ستيفن براينت على موقع قاعدة بيانات برودواي على الإنترنت (الإنجليزية)
- ستيفن براينت على موقع أول ميوزيك (الإنجليزية)